# Vargas Guerra
O distrito peruano de Vargas Guerra é um dos seis que formam a Província de Ucayali, situada no Departamento de Loreto, pertencente a Região Loreto, Peru.

## Transporte
O distrito de Vargas Guerra não é servido pelo sistema de estradas terrestres do Peru.